# Amleto (opéra)
 (mars 2017).
Si vous disposez d'ouvrages ou d'articles de référence ou si vous connaissez des sites web de qualité traitant du thème abordé ici, merci de compléter l'article en donnant les références utiles à sa vérifiabilité et en les liant à la section « Notes et références ».
Pour les articles homonymes, voir Amleto.
Personnages
- Amleto, ténor
- Acteur, ténor
- Actrice, soprano
- Claudio, baryton
- Geltrude, mezzo-soprano
- Laerte, ténor
- Luciano, basse
- Marcello, basse
- Ofelia, soprano
- Orazio, basse
- Polonio, basse
- Premier entrepreneur de pompes funèbres, ténor
- Spectre du roi défunt, basse
- Trois Cantors, courtisanes, Paggi, Dame, officiers, soldats, gens, chœur

Amleto est un opéra italien en un quatre actes, de Franco Faccio, sur un livret de Arrigo Boito d'après Hamlet de William Shakespeare et créé au Théâtre Carlo-Felice de Gênes, le 30 mai 1865.

## Argument

### Acte I
Scène 1
La mort soudaine du roi et le remariage de sa mère la reine Geltrude à son oncle Claudio a déprimé le prince Amleto. Amour refuse de prendre part aux festivités du couronnement au château d'Elseneur (Ah, si dissolva quest'abbietta carne). Ofelia lui rappelle la puissance éternelle de l'amour (Dubita pur che brillino). L'ami d'Amleto Orazio et Marcello, une sentinelle, arrivent, après avoir vu le fantôme du père d'Amleto marcher le château la nuit. Les trois décident de surveiller le fantôme.
Scène 2
Amleto, Orazio et Marcello surveillent un parapet de château. Le fantôme apparaît, indiquant qu'il veut parler seul à Amleto (Tu dêi sapere ch’io son l’anima lesa). Révélant que son frère, Claudio, l'a assassiné et a pris sa couronne, il implore Amleto pour le venger. Amleto jure la vengeance et oblige ses amis à ne pas révéler ce qu'ils ont vu cette nuit.

### Acte II
Scène 1
Dans le château, Lord Chamberlain Polonio, le père d'Ofelia, tente de convaincre Claudio et Geltrude que la mélancolie d'Amleto est un symptôme de son amour pour Ofelia. Les trois se retirent, et Amleto entre, méditant sur le suicide (Essere o non essere / "Être ou ne pas être"). Ofelia entre et essaie de retourner quelques jetons qu'il lui avait donnés. Feignant la folie, Amleto exige qu'elle renonce à l'amour mondain et entre dans un couvent (Fatti monachella) et dénonce le mariage. Un groupe de chanteurs ambulants arrive et Amleto décide de leur faire jouer une pièce représentant un régicide semblable à celui de son père, afin qu'il puisse observer la réaction de Claudio.
Scène 2
La cour se rassemble pour la pièce, et Amleto ordonne à Orazio et Marcello de regarder Claudio de près. Amleto appelle la pièce Le Piège (la trappola), mais assure à tout le monde qu'il n'y a rien d'offensant en elle. Au fur et à mesure que la pièce progresse, Claudio devient de plus en plus agité (Regina nel core), tandis que Geltrude admoneste son comportement insensé. À l'apogée de la pièce, Claudio sort de la salle, horrifié. Amleto se réjouit du succès de son plan (Viva la trappola!)

### Acte III
Scène 1
Seul dans ses chambres, Claudio est vaincu par le remords (O nera colpa!). Amleto entre et est sur le point de frapper, mais se rend compte que s'il tue Claudio dans la prière, Claudio sera envoyé au ciel. Désirant un moment plus opportun, il se retire. Claudio prie (O Padre nostro), mais à la conclusion, il recants et les sorties.
Polonio entre avec Geltrude, et l'exhorte à calmer Amleto. Au moment où Amleto s'approche, Polonio se cache derrière une tapisserie. Amleto et sa mère discutent et Amleto la menace. Polonio demande de l'aide. Croyant Claudio se cache derrière la tapisserie, Amleto poignarde Polonio, réalisant son erreur trop tard. Dans son délire, Amleto raide contre la méchanceté du roi (O re ladrone). Le fantôme entre, ordonnant à Amleto de se concentrer sur la vengeance. Amleto supplie le fantôme de son pardon (Celesti spirti! Lugubre). Geltrude, qui ne voit pas le fantôme, croit qu'Amleto est devenu fou.
Amleto se retire, et Geltrude admet en privé sa culpabilité (Ah! Che alfine all'empio scherno).
Scène 2
Laerte tempête le château, exigeant justice pour le meurtre de son père, Polonio. Claudio le calme, et les deux regardent avec horreur comme Ofelia entre, maintenant folle, imaginant l'enterrement de son père (la bara involta). Claudio informe Laerte qu'Amleto a tué Polonio; Laerte jure la vengeance, et les deux sortent. En entendant le nom « Amleto », Ofelia descend plus profondément dans sa folie (Bell'alberel dolente), finissant par se noyer dans un ruisseau.

### Acte IV
Scène 1
Deux fossoyeurs sont occupés au travail, se préparant à un enterrement (Oggi a me, domani a te). Amleto et Orazio entrent et bavardent avec un des fossoyeurs. Entendant une approche de foule, ils se cachent. Une longue procession funèbre entre, portant le corps d'Ofelia. Laerte malédiction Amleto (Che Iddio scaraventi l'ardente saetta), qui se révèle ensuite. Amleto et Laerte se battent brièvement. Amleto prétend avoir aimé Ofelia (Io quella morta amai). Claudio demande à Laerte de se retirer, faisant référence à un plan secret pour s'occuper d'Amleto.
Scène 2
Un héraut annonce à la cour qu'Amleto et Laerte feront une barrière pour le sport (Illustri cortigiani e cavalieri). Laerte assure à Claudio que le bout de son épée est empoisonné. Amleto s'excuse publiquement à Laerte, réclamant une aliénation temporaire. Les deux hommes commencent leur duel et quand Amleto gagne un point, Claudio offre un toast, exhortant Amleto à boire de sa tasse (La coppa è colma). Occupé au duel, Amleto décline, tandis que Geltrude murmure à Claudio qu'elle sait que la tasse est remplie de poison. Après Amleto gagne un autre point, Claudio offre Amleto un verre à nouveau, mais Geltrude saisit la tasse, les boissons et les évanouissements. Pendant qu'Amleto est distrait, Laerte lui blesse avec l'épée empoisonnée. Enragé, Amleto désarme son adversaire, change d'épée contre Laerte et le blesse. Laerte avoue qu'il est en train de mourir, victime de sa propre défaite, et que la coupe de Claudio a été empoisonnée. Amleto frappe Claudio, avant de mourir.

### Discographie sélective
- 2014: Anthony Barrese - Opera Southwest Chorus and Orchestra - Alex Richardson (Amleto), Abla Lynn Hamza (Ofelia), Shannon DeVine (Claudio), Caroline Worra (Geltrude) - Opera Southwest
- 2016: Paolo Carignani - Prager Philharmonischer Chor, Wiener Symphoniker - Pavel Černoch (Amleto), Iulia Maria Dan (Ofelia), Claudio Sgura (Claudio), Dshamilja Kaiser (Geltrude) - Deutsche Grammophon